# Piemonte Volley
O Piemonte Volley, também conhecido como Bre Banca Lannutti Cuneo, é um time italiano de voleibol masculino da cidade de Cuneo, Piemonte. Atualmente disputa o Campeonato Italiano de Voleibol Masculino.

## Resultados obtidos nas principais competições

### Títulos conquistados
Liga dos Campeões
- Vice-campeão: 2012-13

 Copa CEV
- Campeão: 1996-97, 1997-98 e 2009-10
- Vice-campeão: 1998-99 e 1999-00
- Terceiro lugar: 2008-09

 Challenge Cup
- Campeão: 1995-96 e 2001-02

 Supercopa Europeia
- Campeão: 1996 e 1997

 Campeonato Italiano
- Campeão: 2009-10
- Vice-campeão: 1995-96, 1997-98 e 2010-11
- Terceiro lugar: 1994-95, 1996-97, 1998-99, 2000-01, 2005-06, 2006-07, 2007-08 e 2011-12

 Copa Itália
- Campeão: 1995-96, 1998-99, 2001-02, 2005-06 e 2010-11
- Vice-campeão: 1996-97, 1997-98, 2003-04, 2008-09 e 2009-10

 Supercopa Italiana
- Campeão: 1996, 1999, 2002 e 2010
- Vice-campeão: 1997, 2004, 2006 e 2011

## Elenco
Integrantes do Bre Banca Lannutti Cuneo para a disputa da Serie A1 2012/2013: